# 佩戈尼亚加
佩戈尼亚加（義大利語：Pegognaga），是意大利曼托瓦省的一个市镇。总面积46.69平方公里，人口7320人，人口密度156.8人/平方公里（2009年）。国家统计（ISTAT）代码为020039。